# Minstrel in the Gallery
Minstrel in the Gallery − ósmy album w dorobku brytyjskiej grupy Jethro Tull, wydany we wrześniu 1975 roku.
Teksty oraz warstwa tematyczna albumu prezentują introspektywny i cyniczny podtekst, prawdopodobnie wywołany przez niedawny rozwód Andersona z pierwszą żoną Jennie Franks, jak również pokazuje napięcie spowodowane podróżowaniem oraz frustrację wywołaną przez pisanie i nagrywanie albumu w Monte Carlo. Tytuł "minstrel na galerii", nawiązuje do tzw. galerii minstrela – balkonu w głównych pomieszczeniach zamków lub dworów. Stylistycznie album jest zróżnicowany, od hardrockowych utworów "Minstrel in the Gallery" czy "Black Satin Dancer" po utwory operujące częściowo muzyką akustyczną (lecz nie stroniące również od cięższych brzmień) "Minstrel" oraz "Cold Wind to Valhalla". Większą część strony B stanowi prawie siedemnastominutowa suita rockowa "Baker St. Muse".
Pięć z siedmiu utworów znajdujących się na płycie zawiera intro w formie słowa wstępnego lub innej (wyjątkami są utwory "Black Satin Dancer" oraz "Grace").
W listopadzie 2002 roku album został zremasterowany i poszerzony o pięć utworów bonusowych, w tym niedokończone studyjne nagrania na żywo utworów "Minstrel in the Gallery" oraz "Cold Wind to Valhalla". 

## Lista utworów
Wszystkie utwory zostały skomponowane i napisane przez Iana Andersona, z wyjątkiem utworu "Minstrel in the Gallery", w którego pisaniu brał udział Martin Barre.
Strona A
1. "Minstrel in the Gallery" (Anderson, Barre) - 8:13
2. "Cold Wind to Valhalla" - 4:19
3. "Black Satin Dancer" - 6:52
4. "Requiem" - 3:45

Strona B
1. "One White Duck / 010 = Nothing At All" - 4:37
2. "Baker St. Muse" - 16:39
  1. "Pig Me and the Whore"
  2. "Nice Little Tune"
  3. "Crash Barrier Waltzer"
  4. "Mother England Reverie"
3. "Grace" - 0:37

Utwory bonusowe
Zremasterowana wersja CD zawierała pięć dodatkowych utworów (które ukazały się również w zestawie "20 Years of Jethro Tull"):
1. "Summerday Sands" - 3:44
2. "March the Mad Scientist" - 1:48
3. "Pan Dance" - 3:25
4. "Minstrel in the Gallery - Live" - 2:11
5. "Cold Wind to Valhalla - Live" - 1:32

## Muzycy
- Ian Anderson: flet poprzeczny, gitara akustyczna, wokal
- Barriemore Barlow: perkusja
- Martin Barre: gitara elektryczna
- John Evan: instrumenty klawiszowe
- Jeffrey Hammond-Hammond: gitara basowa
- David Palmer: aranżacje orkiestrowe